# Чайка буревестница
Чайката буревестница (Larus canus) е средно голяма птица от семейство Чайкови (Laridae).

## Разпространение
Видът се размножава в Палеарктика, Северна Европа и Северозападна Северна Америка. Повечето мигрират на юг през зимата.
Среща се и в България.